# HD 177830
HD 177830 är en dubbelstjärna belägen i den södra delen av stjärnbilden Lyran. Den har en kombinerad skenbar magnitud av ca 7,18 och kräver åtminstone en stark handkikare för att kunna observeras. Baserat på parallax enligt Gaia Data Release 2 på ca 15,9 mas, beräknas den befinna sig på ett avstånd på ca 205 ljusår (ca 63 parsek) från solen. Den rör sig närmare solen med en heliocentrisk radialhastighet på ca -72 km/s.

## Egenskaper
Primärstjärnan HD 177830 A är en gul till vit underjättestjärna av spektralklass K0 IV. Den har en massa som är ca 1,5 solmassor, en radie som är ca 3 solradier och har ca 6 gånger solens utstrålning av energi från dess fotosfär vid en effektiv temperatur av ca 4 900 K.
Följeslagaren är en röd stjärna i huvudserien av spektralklass M4 V som kretsar på ett avstånd av 100 till 200 AE med en sannolik omloppsperiod på ungefär 800 år.

## Planetsystem
I november 1999 tillkännagavs upptäckten av en exoplanet, HD 177830 b, av teamet California and Carnegie Planet Search. Planeten upptäcktes med hjälp av metoden för mätning av radiell hastighet. Planeten är nästan 50 procent mer massiv än Jupiter och har en omloppsperiod av 407 dygn i en cirkulär bana. År 2000 hävdade en grupp forskare, baserat på preliminära Hipparcos astrometriska satellitdata, att banans lutning för HD 177830 b är så liten som 1,3°. Om så var fallet skulle planeten ha en massa på 67  MJ, vilket skulle göra den till en brun dvärg istället för en planet. Det är dock mycket osannolikt att planeten skulle ha en sådan bana. Dessutom är bruna dvärgar med korta banor vid stjärnor av ungefär solens massa ytterst sällsynta, ett fenomen som kallas "brun dvärgöknen" (engelska brown dwarf desert), varför detta är tämligen osannolikt.
I november 2010 tillkännagavs upptäckten av en andra exoplanet, HD 177830 c, tillsammans med fyra andra planeter. Planeten har en massa motsvarande 50 procent av Saturnus massa och en omloppsperiod av 111 dygn i en mycket excentrisk bana. Denna planet har en nära 4:1-resonans med den yttre planeten.
| Planet    | Massa           | Halv storaxel (AE) | Siderisk omloppstid (d) | Excentricitet   | Inklination | Radie |
| --------- | --------------- | ------------------ | ----------------------- | --------------- | ----------- | ----- |
| c (Veles) | ≥0,15 ± 0,03 MJ | 0,5137 ± 0,0006    | 110,9 ± 0,3             | 0,3495 ± 0,0002 | -           | -     |
| b         | ≥1,49 ± 0,03 MJ | 1,2218 ± 0,0008    | 405,6 ± 0,4             | 0,009 ± 0,004   | -           | -     |